# Lasiochalcidia pubescens
Lasiochalcidia pubescens is een vliesvleugelig insect uit de familie bronswespen (Chalcididae). De wetenschappelijke naam is voor het eerst geldig gepubliceerd in 1834 door Klug.